# Liana Alexandra
Liana Alexandra   (Bucarest, 27 de maig de 1947 - Bucarest, 10 de gener de 2011) va ser una compositora, pianista i pedagoga musical romanesa.

## Biografia
Alexandra va néixer a Bucarest, Romania. De 1965 a 1971, va estudiar al Conservatori Ciprian Porumbescu (actual Universitat Nacional de Música de Bucarest) amb els professors Tudor Ciortea i Tiberiu Olah i va cursar cursos de composició el 1974, 1978, 1980 i 1984 a Darmstadt, Alemanya. Es va doctorar en musicologia i va ensenyar composició, orquestració i anàlisi musical al Conservatori des de 1971 fins a la seva mort el 2011. Una prolífica compositora en estil neoromàntic, Alexandra va tenir més de 100 obres seves interpretades i publicades, a Romania. Segons el musicòleg Octavian Cosma, 
| « | <estava en el seu element amb música orquestral i de cambra, utilitzant tècniques repetitives i en evolució, amb línies melòdiques que suggereixen lirisme i meditació,> | » |

 i una instrumentació que utilitzava "una paleta de colors delicats i pastel". Alexandra es va casar amb el violoncel·lista i compositor romanès Şerban Nichifor el 1978. Van actuar junts com a "Duo Intermedia" des de 1990 i van ser codirectors del Nuova Musica Consonante - "Festival de la Música Viva".
Liana Alexandra va morir a la seva llar a Bucarest per una hemorràgia cerebral a l'edat de 63 anys. El 12 de gener de 2011, dos dies després de la seva mort, se li va dedicar l'emissió "Univers muzical romanesc" a Radio România Muzical. Al maig d'aquest any, "Liana Alexandra: Marturii despre muzica ei" (Liana Alexandra: Confessions sobre la seva música) va ser publicada per "Editura Stephanus" en una edició bilingüe en romanès i anglès. Editat per Şerban Nichifor, el llibre és una antologia d'escrits sobre la música d'Alexandra de compositors, crítics i musicòlegs, inclosos Viorel Cosma, Grete Tartler, Robert Voisey iJacques Leduc. Més tard aquell mes, la seva òpera În labirint (The Maze) de 1987 va ser interpretada per la Filharmònica Banatul de Timișoara com a concert de clausura del Festival Internacional de Música de Timișoara (31 de maig de 2011).

## Premis i guardons
Les composicions d'Alexandra han obtingut nombrosos premis i honors, entre ells:
- 1975, 1979, 1980, 1982, 1984, 1987, 1988 - Premi de la Unió de Compositors Romanesos[2]
- 1979, 1980 - Premi Gaudeamus[2]
- 1980 - Premi de l'Acadèmia Romanesa[2]
- 1993 - Societat Internacional de Música Contemporània Premi[2]
- 1997 - Premi ACMEOR d'Israel[2]